# Zunds (Rīga)
Le Zunds (en letton : Zunds) ou  canal de Zund (letton : Zunda kanāls) est un canal de la rive gauche du Daugava à Riga en Lettonie.

## Présentation
Le canal Zunds est un affluent du Daugava entre Ķīpsala et sa rive gauche, il part de la baie d'Āgenskalns (lv) et se termine dans le Daugava près de Podrags (lv).
Le canal mesure environ 3 km de long, 50 à 200 m de large et 3 à 7 m de profondeur.
Le Pont Vanšu et plusieurs ponts plus petits ont été construits sur le Zunds.
Plusieurs usines étaient autrefois implantées sur la rive gauche du canal.
Le nom de l'extrémité supérieure du Zunds entre l'ancienne île Peldu et la rive de la Daugava est Āzene, sa largeur est de 40 à 50 m et il est traversé par deux ponts reliant Āgenskalns à Ķīpsala..
En 2019, le conseil municipal de Riga a décidé de fermer le pont piétonnier enjambant le canal Zunds, au bout de la rue Mazā Ūdens iela.

## Histoire
Dans le passé, lorsqu'il y avait des embâcles dans le Daugava, l'eau du Daugava s'écoulait dans la Zunds entre Klīversala, Burkānu sala et Ķīpsala.
Au XVIIe siècle, 65 à 75 % des bateaux entraient à Riga par le Zunds.
1764-1784. En 2008, l'ingénieur Gustavs Emanuel von Weismanis a construit le barrage de ballast (lv) de Klieversala à Podrags, six îles ont été reliées entre elles Bieķensala, Mūkusala, Liela Klīversala, Burkāni sala, Mazā Klieversala et Ķīpsala, et les affluents transversaux entre les îles ont été comblés.
Perpendiculairement à celui-ci, le barrage d'Ågenskalns a été construit afin de protéger les entrepôts de chanvre situés sur l'île de Burkāni contre les gelées printanières.
À l'automne 1785 ou 1786, la glace a brisé le barrage nouvellement construit entre les îles Lielā Klīversala et Burkānu sala. En 1807 et 1814, la brèche s'est élargie et la baie d'Ågenskalns a été formée, dans laquelle se jette le Mārupīte.
Un quai pour les navires fluviaux a été construit dans la brèche.

## Galerie

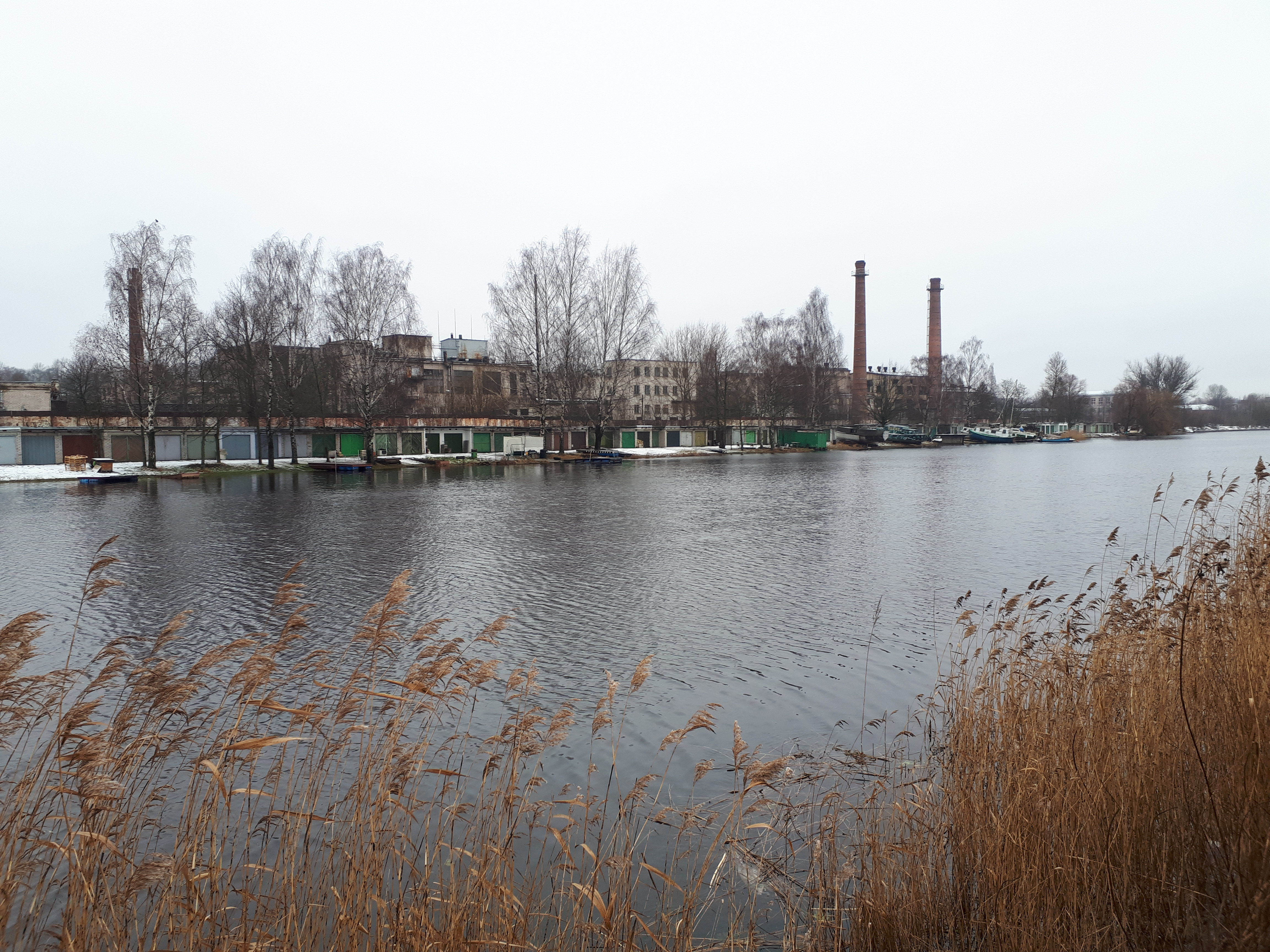
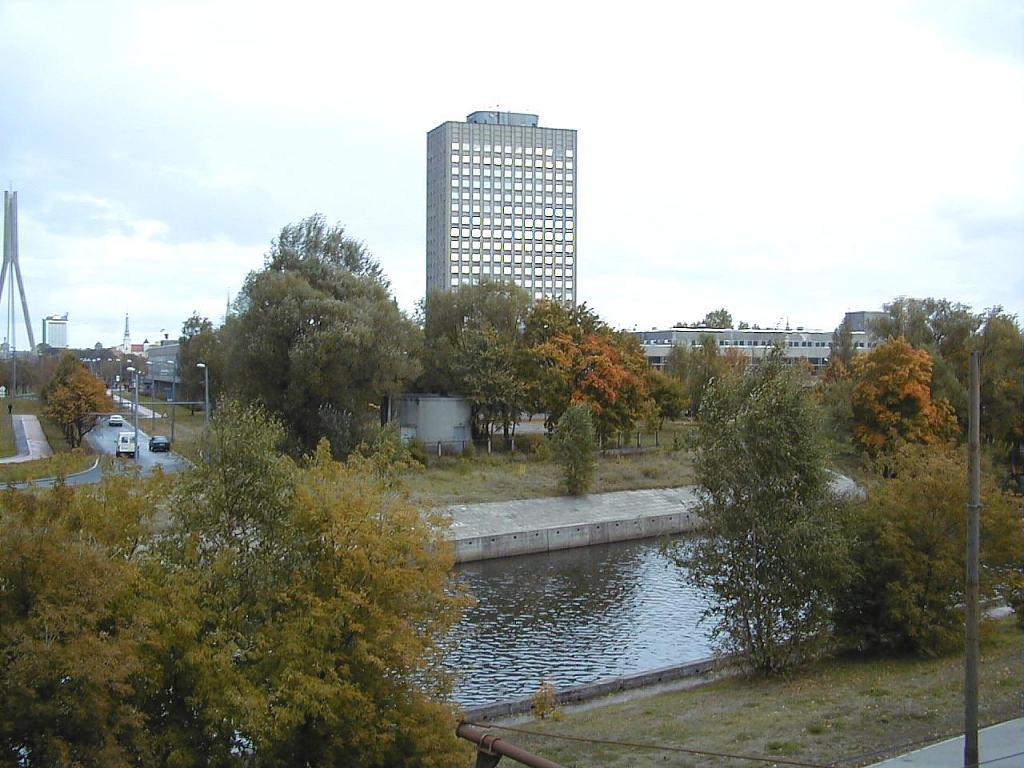
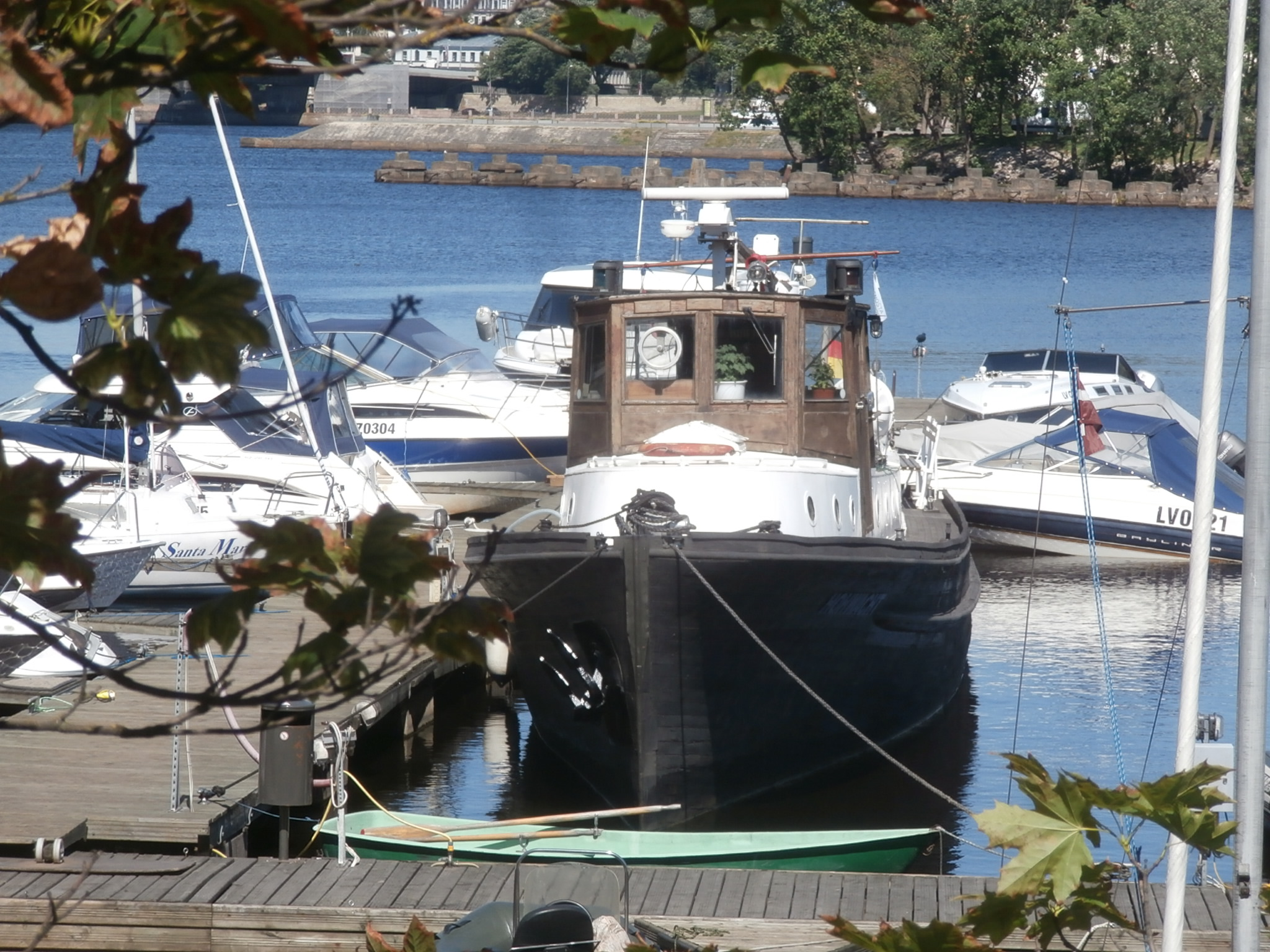